# メイル・カハネ
メイル・ダヴィド・カハネ（英語：Meir David Kahane ヘブライ語: הרב מאיר דוד כהנא, 1932年8月1日 - 1990年11月5日）は、アメリカ出身の正統派ラビ、極右活動家、イスラエルの国会議員。
このほかマイケル・キング（Michael King）、デイヴィッド・サイナイ（David Sinai）、ハイム・イェルシャルミ （Hayim Yerushalmi）などの変名を持つ。なお、「カハネ」のヘブライ語および英語での発音は「カハナ」が近く、日本のメディアでも「メイル・カハナ」と表記されることがある。
極右イデオローグとしてはユダヤ防衛同盟 (JDL) とイスラエルの極右政党"カハ"を創設し、「カハネ主義（カハニズム）」と呼ばれる排外的差別思想を主張した。
その政治志向から国内外では「ユダヤのヒトラー」の異名で呼ばれている

## 経歴
カハネは1932年、ニューヨーク市ブルックリンの正統派ユダヤ教徒の家庭に生まれ育った。Kahaneとはヘブライ語のCohen（司祭）の変形である。父ラビ・イェヘズケル・シュラーガ・カハネはポーランドとチェコスロヴァキアのイェシーバーに学んだ聖職者。カハネ自身もブルックリンのイェシーバーに学んでラビとなり、1960年代は説教壇に立っていた。のちにニューヨーク大学で国際法の学位を取得。

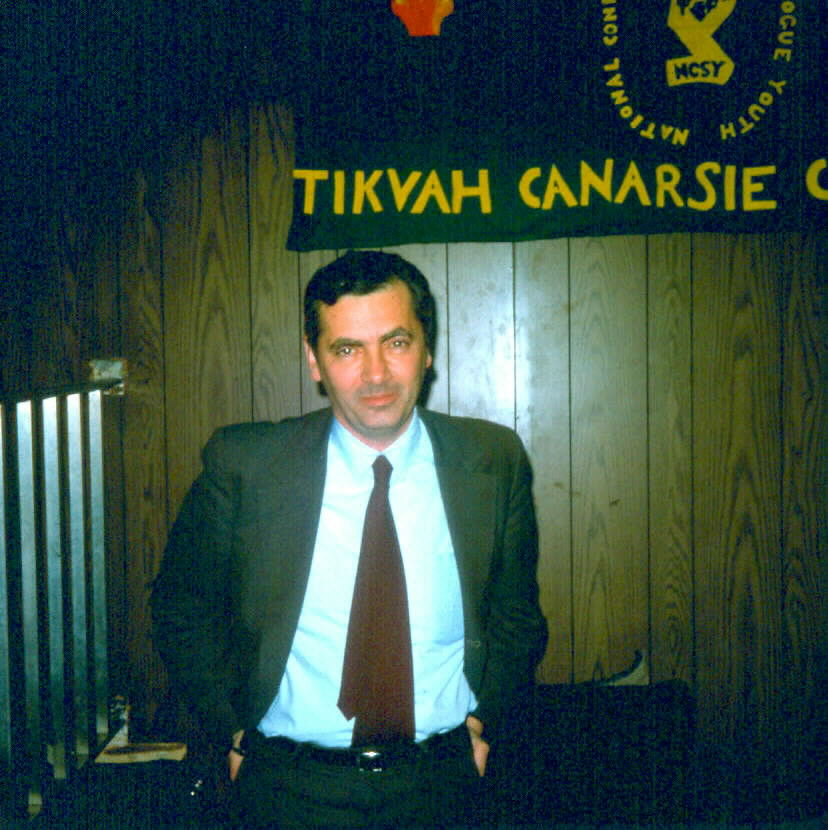
ユダヤ防衛同盟本部にて

1968年にユダヤ防衛同盟（JDL）を結成。ブラックパンサー運動の脅威が結成の動機になったといわれる。このころ、イタリア系マフィアのジョゼフ・コロンボ（コロンボ一家のボス）と交際。1971年にコロンボがギャロ一家に狙撃された（7年後に死亡）時はその場に居合わせていた。
JDLはモサドと連携してビル爆破や嫌がらせ、ストーキング、そしてJDLに敵対する政治家や知識人に対する暗殺などの犯罪行為を繰り返したため、警察からの追及が厳しくなり、1971年にカハネはイスラエルへ移住すると、ただちにカハ党を結成した。1980年、イスラエルでクネセト選挙に出て落選。同じ年、行政からの勾留命令により6ヶ月間を牢獄で過ごしているが、詳細は明らかになっていない。
1984年、再度クネセト選挙に出馬しカハ党は1議席を獲得、カハネは国会議員となった。中央選挙委員会からは人種差別主義者として出馬を禁じられていたが、この禁止命令はイスラエル高等裁判所によって無効と宣言された。

## イスラエルでの活動、そして死

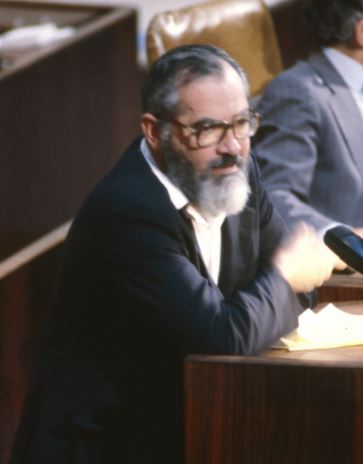
議場でのカハネ

カハネが成立を目指した法案は、非ユダヤ人からイスラエル市民権を剥奪する法、ユダヤ人と非ユダヤ人の婚姻や性的交渉を禁ずる法など。カハネの提案はトーラーに拠っていたが、どの宗教的政党も、どの現役ラビもカハを公然とは支持しなかった。演説をボイコットされるなど、徐々にカハネは議会で孤立するようになった。議長と速記係のほかは誰もいない議事堂で演説したこともあった。
1985年、カハ党を議会から締め出す目的で反人種主義法が成立。カハネは法廷闘争に臨んで抵抗したが、今回はイスラエル高等裁判所もカハネに味方しなかった。カハ党が議会から追放されたのは、カハに大量の票が集まってイスラエル第三の政党になりつつあったからではないか、とカハネは考えた。

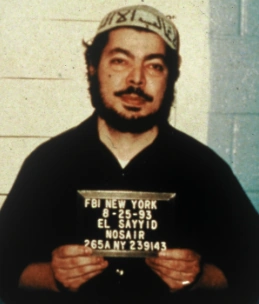
カハネを射殺したエル・サイイド・ノサイル

1990年、カハネはマンハッタンで演説していた時に、エジプト人エル・サイード・ノサイルによって射殺された。ノサイルはただちに逮捕されたが、引金を引く現場を誰ひとり目撃していなかったために殺人容疑では無罪となった（銃の不法所持で有罪）。1993年、ノサイルは世界貿易センタービル爆破事件の犯人の一人として終身刑を言い渡された。のちにノサイルはカハネの死についても有罪と宣告された。

## 息子の死

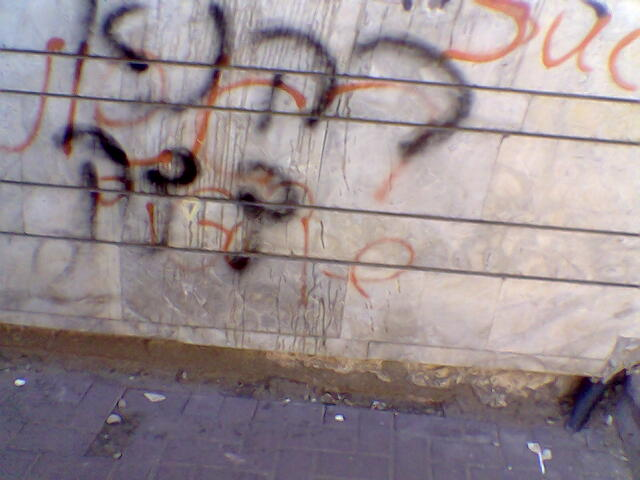
「カハネは正しい」と書かれた落書き

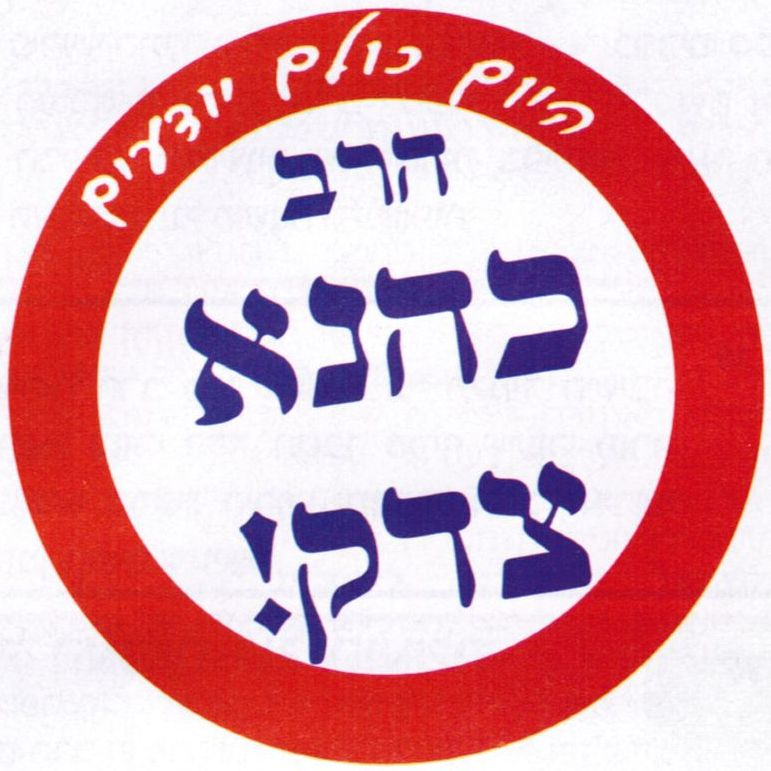
「今は皆が知っている。カハネは正しかった！」と書かれているロゴマーク。このマークをプリントしたTシャツやステッカーなどがイスラエル国内で現在も売られている

カハネの息子ビニャミン・ゼエヴ・カハネは父の遺志を継いでカハ党をカハネ・ハイ（"カハネは生きている"）と改名し、組織を率いていた。2000年12月31日、ビニャミンは妻と共に自動車で帰宅中、パレスチナ人の襲撃を受けた。襲撃当初はカハネの息子と確信しての犯行ではなかったが、攻撃中に犯人が知ることとなり、妻と共に60発以上の弾丸を撃ち込まれて射殺された。

## 著名な支持者
ボブ・ディランが、1971年に雑誌「TIME」のインタビューでカハネについて「彼は本当に誠実な人だよ」と述べている。

## 著書
- 『They Must Go』Grosset & Dunlap、1981年、ISBN 0-448-12026-7